# Wallaceova fontána

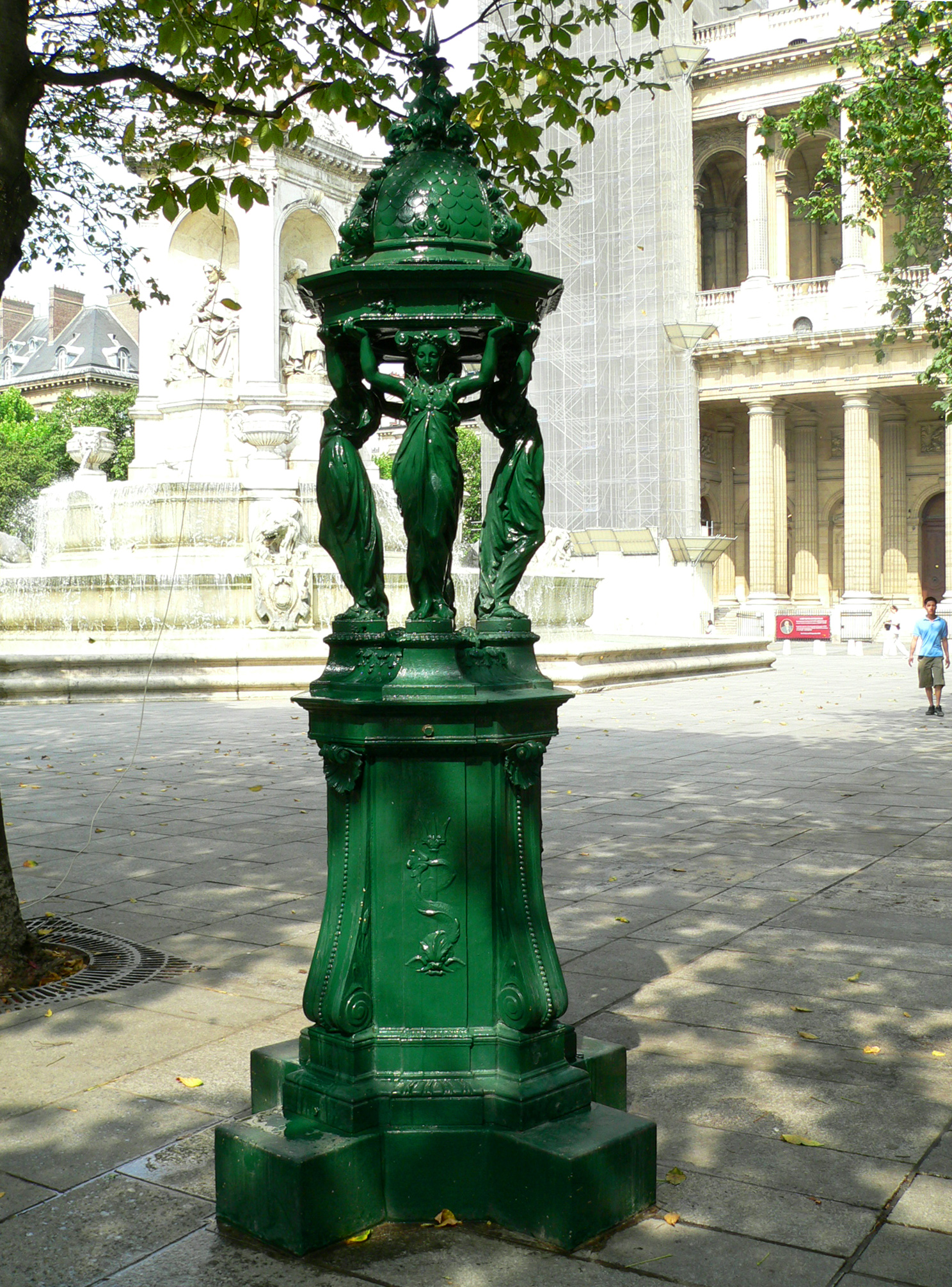
Wallaceova fontána na Place Saint-Sulpice v Paříži

Wallaceova fontána je označení pro veřejný zdroj pitné vody, který má tvar malé svatyně a je vyrobena z litiny. První takové fontány vznikly v roce 1872 v Paříži, kde se jich nachází nejvíce, a později se rozšířily i do některých dalších měst. Fontány jsou pojmenovány po anglickém filantropovi, Richardovi Wallaceovi, který financoval jejich výstavbu. Dnes jsou jedním ze známých symbolů Paříže.

## Koncepce
Richard Wallace se rozhodl věnovat obyvatelům Paříže podle svých slov „bohulibý dar, který by zároveň zkrášlil město“. Z tohoto důvodu zvolil síť veřejných fontán a tím spojil estetiku a účelnost. Z toho důvodu byly při tvorbě kašen respektovány určité skutečnosti:
- velikost: dost velká, aby byla viditelná z dálky, ale ne příliš, aby nenarušovala harmonii veřejného prostoru
- vzhled: musel splňovat praktické i estetické požadavky, proto byly fontány natřeny tmavozeleně, jako každý městský mobiliář z tohoto období, aby splýval s parky a stromořadím v ulicích.
- cena: musela být dostupná pro instalaci desítek kopií
- materiál: odolný, snadno zpracovatelný umožňující pohodlnou údržbu, byla zvolena litina, která odolávala korozi a byla ve své době oblíbená

Téměř všechny náklady na pořízení financoval Richard Wallace. Město Paříž přispívalo do výše 1000 franků pro velký typ a 450 franků na typ montovaný na zeď. Výrobou kašen byla pověřena slévárna Val d'Osne, v Haute-Marne u Saint-Dizier, významný výrobce uměleckých předmětů ze železa. Později přešla výroba (která pokračuje dodnes) na firmu Générale d'hydraulique et de mécanique v Sommevoire (Haute-Marne), která firmu Val d'Osne koupila a pokračuje ve výrobě soch, kašen a dalšího městského mobiliáře. Autorem kašen byl sochař Charles-Auguste Lebourg.
O umístění kašen rozhodovalo město Paříž, konkrétně městský architekt a ředitel pařížských vodovodů a kanalizací Eugène Belgrand. Měly být snadno přístupné pro veřejnost a být sladěny s okolním prostředím. Většina z nich byla proto postavena na náměstích nebo na rohu ulic. První fontána byla uvedena do provozu v srpnu 1872 na Boulevardu de la Villette. Při jejím otevření se shromáždil dav lidí, až se strhla rvačka.

## Fontány dnes
Většina fontán dodnes ve městě funguje a nabízí pitnou vodu. Jsou v provozu od 15. března do 15. listopadu (kvůli nebezpečí zamrznutí během zimních měsíců ohrožující vnitřní instalace). Jsou pravidelně udržovány a každé dva roky natírány.
Narážka na fontánu se objevila i ve filmu Amélie z Montmartru, kde vystupuje postava domovnice Madeleine Wallace, která tvrdí, že pláče jako fontána. Také Georges Brassens ve své písni Le Bistro zpívá, jaká by to byla námaha vypít vodu ze všech Wallaceových fontán.
Přes století, kdy fontány fungují, nedošlo nikdy k jejich výpadku. Během okupace Paříže za druhé světové války respektovali jejich rozmístění i nacisté, kteří jinak v Paříži roztavili pro válečné účely mnoho kovových soch a předmětů.
V roce 2000 pařížská vodárenská společnost vypsala soutěž na nový typ fontány inspirovaný Wallaceovou fontánou. V letech 2000-2001 poté byly instalovány tři fontány na Parvis de Notre-Dame (na rohu Rue d'Arcole), na Place Saint-Michel a na Place de la Garenne (ve 14. obvodu).

## Typy
Byly vytvořeny čtyři různé druhy fontán odlišné velikostí a provedením. První dva typy navrhl a financoval sir Richard Wallace. Druhé dva typy byly vytvořeny až později ve stejném stylu v návaznosti na úspěch svých předchůdců.

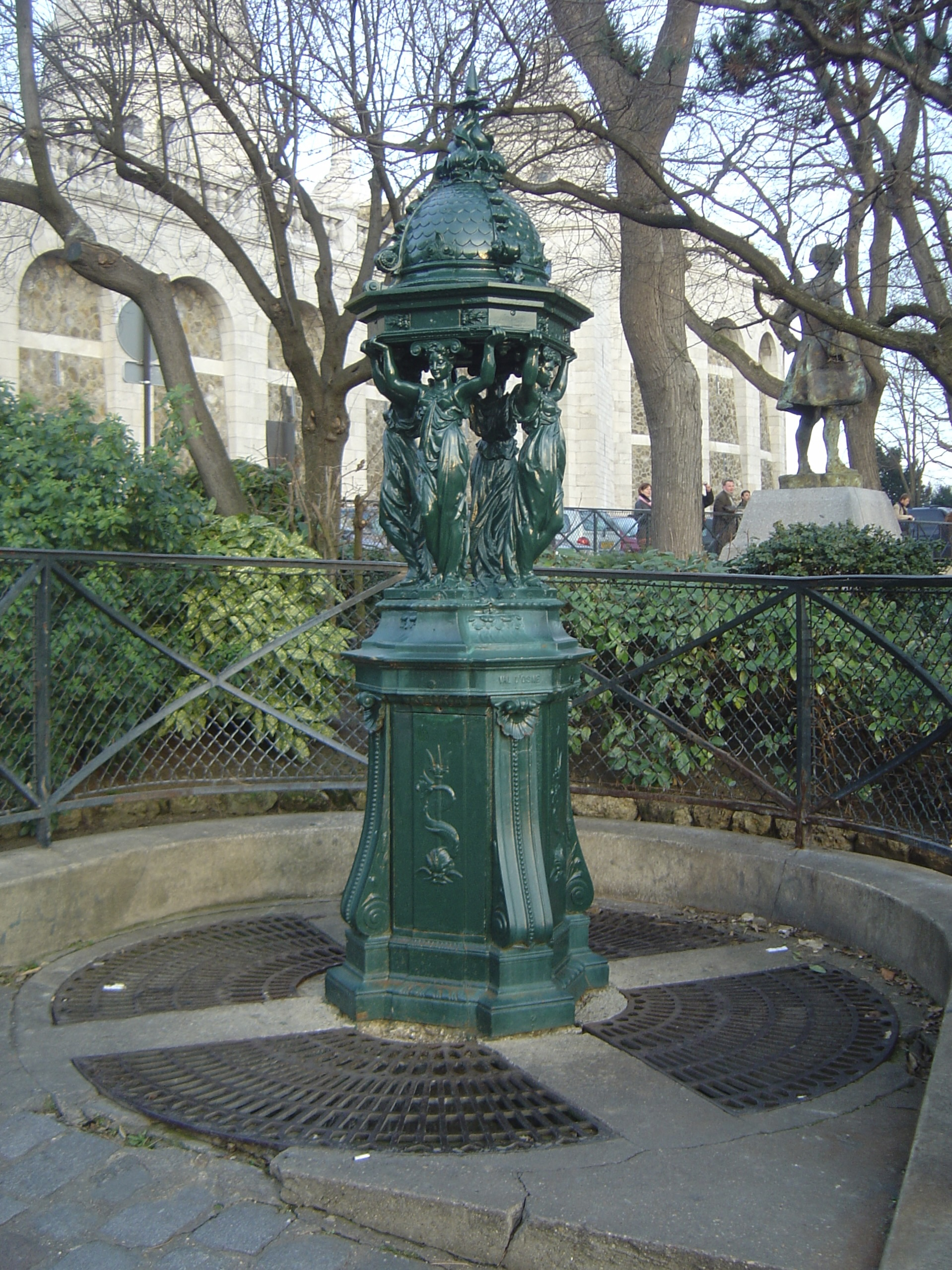
Velký typ
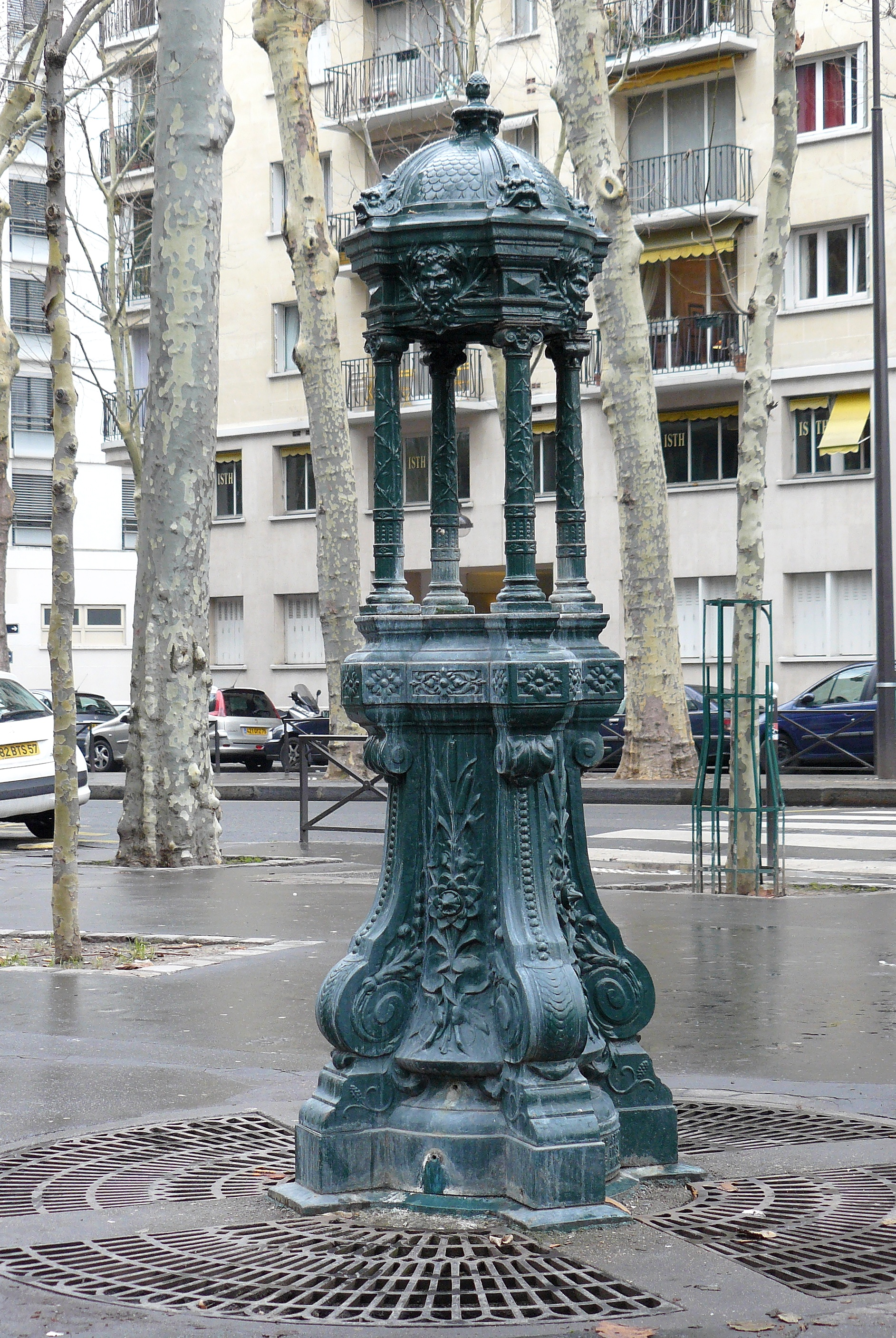
Sloupkový typ
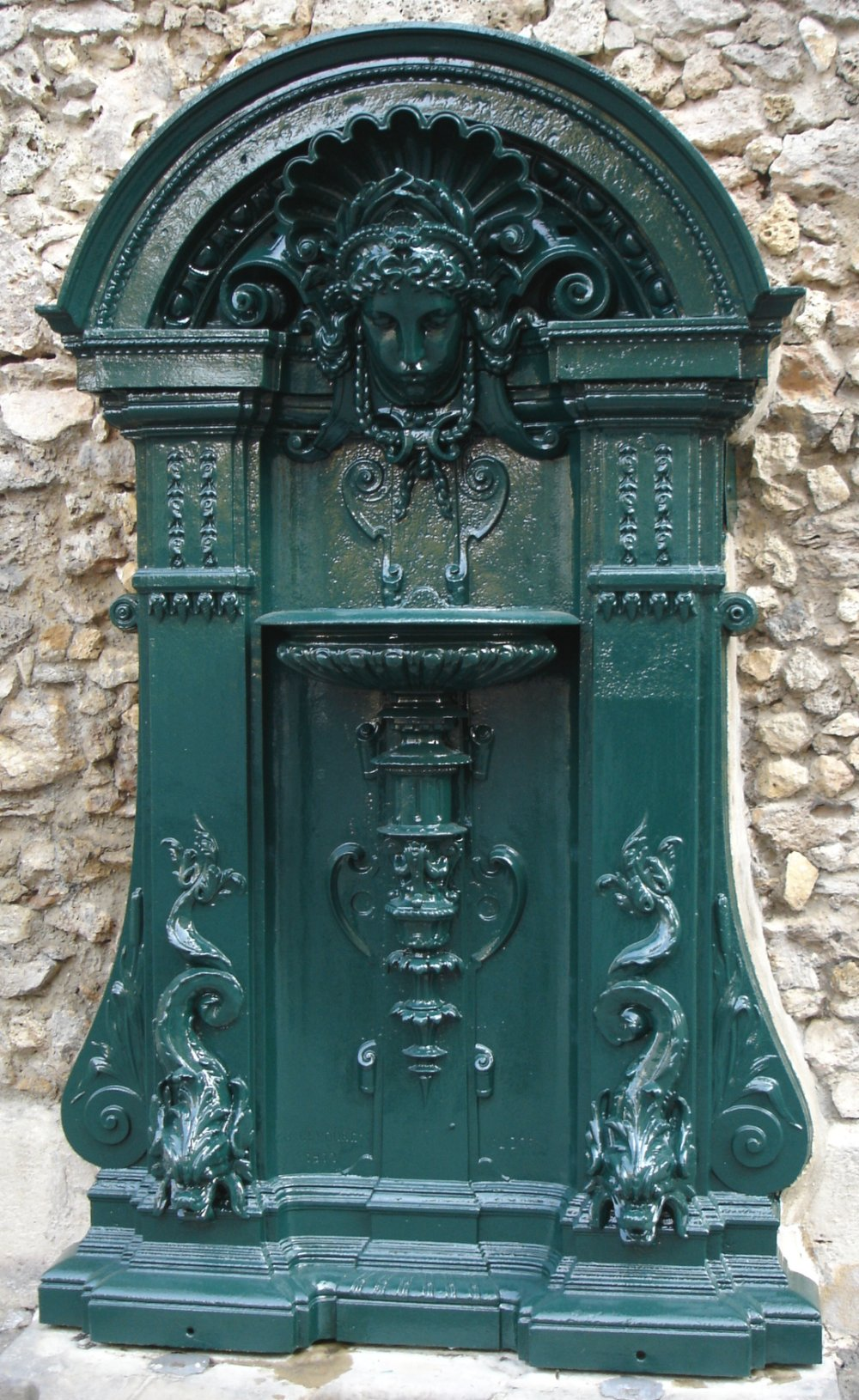
Nástěnný typ
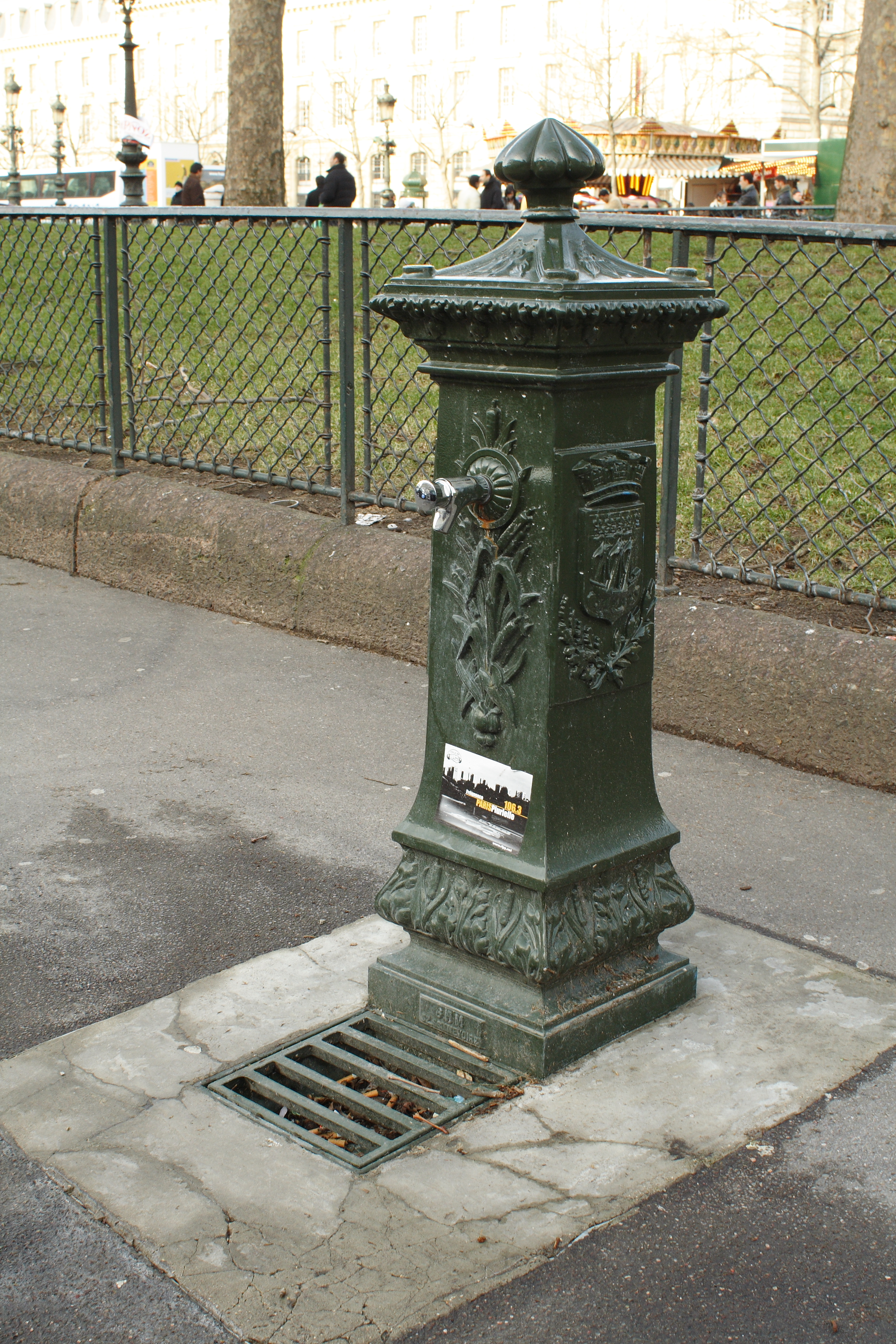
Malý typ

### Velký typ
Výška 2,71 m, váha 610 kg
Navrhl jej sám Richard Wallace, který se inspiroval u fontány Neviňátek. Na kamenné základně spočívá osmihranný podstavec, na kterém jsou čtyři karyatidy v kruhu obrácené k sobě zády, které podpírají kupoli zdobenou delfíny. Alegorické postavy dívek představují Laskavost, Jednoduchost, Charitu a Střídmost. Odlišují se postavením v nohách či kolenech a způsobem uvázání tuniky v pase. Jednoduchost a Střídmost mají zavřené oči, Charita a Laskavost otevřené. Představují rovněž čtyři roční období: Jednoduchost symbolizuje jaro, Charita léto, Střídmost podzim a Laskavost zimu. Voda tryská v tenkém proudu z centra kupole, odkud padá do nádržky chráněné mříží. Původně byly fontány doplněny dvěma kalíšky z pocínovaného železa připevněné řetězem. V roce 1952 však byly z hygienických důvodů odstraněny.[1]

### Sloupkový typ
Výška 2,50 m, váha něco málo přes 500 kg
Tento model byl vyroben až později. Postavy dívek byly kvůli snížení výrobních nákladů nahrazeny sloupky, jinak je fontána přibližně stejného vzhledu jako velký typ. Vyrobeno bylo třicet kusů, ze kterých se dnes v Paříži dochovaly jen dva v Rue de Rémusat a v Avenue des Ternes. Další exemplář této fontány je také ve městě La Roche-sur-Yon.

### Nástěnný typ
Výška 1,96 m, váha 300 kg
Uprostřed polokruhového štítu je maskaron v podobě hlavy najády, ze kterého vytéká tenký pramen vody do malé nádržky ve tvaru v mořské pánve mezi pilastry. Také tato fontána byla vybavena dvěma nádobkami, které byly odstraněny v roce 1952. Tento model byl určen k namontování v řadě vedle sebe na zdi budov s vysokou koncentrací lidí typu nemocnice, kasárny apod. Dnes se dochoval jen jeden exemplář v Rue Geoffroy-Saint-Hilaire.

### Malý typ
Výška 1,32 m, váha 130 kg
Jedná se o jednoduchý hydrant s tlačítkem, který lze najít na náměstích a veřejných parcích a zahradách. Fontána je ozdobaná pařížským znakem (pouze fontána na Place des Invalides nemá tento znak). Tento typ byl plně hrazen z rozpočtu města.

## Umístění

### Paříž
V samotné Paříži se dnes nachází 95 fontán velkého typu, 2 fontány sloupkového typu, jediná nástěnná a 21 fontán malého typu.

#### Velký typ
- 2. obvod
  - 6, Rue Saint-Spire, na rohu Rue d'Alexandrie
- 3. obvod
  - Boulevard de Sébastopol, Square Chautemps
  - Passage du Pont-aux-Biches, na rohu Rue Notre-Dame-de-Nazareth
  - 6, Rue de la Corderie (Place Nathalie-Lemel)
- 4. obvod
  - Place Louis-Lépine, naproti sídlu Obchodního soudu
  - Place Louis-Lépine, naproti Hôtel-Dieu
  - 7, Boulevard du Palais
  - 123, Rue Saint-Antoine
  - 9, Allée des Justes
- 5. obvod
  - Rue Thouin, na křižovatce s Rue de l'Estrapade
  - Rue Poliveau, naproti Rue de l'Essai
  - 37, Rue de la Bûcherie
  - Place Bernard-Halpern
  - Place de l'Émir-Abdelkader na křižovatce s Rue Geoffroy-Saint-Hilaire a Rue Poliveau
- 6. obvod
  - Place Saint-Germain-des-Prés
  - Place Saint-Sulpice
  - Pont Neuf, Quai des Grands-Augustins
  - Rue Vavin, na rohu Rue Bréa
  - Place Saint-André-des-Arts
- 8. obvod
  - Rue de Saint-Pétersbourg, na rohu Rue de Turin
  - Avenue des Champs-Élysées, na úrovni sousoší Chevaux de Marly (severní strana)
  - 82, Avenue Marceau, na rohu Rue Vernet
- 9. obvod
  - Place Gustave-Toudouze
  - 4, Place de Budapest
- 10. obvod
  - Rue Juliette-Dodu
  - Place Jacques-Bonsergent
  - Place Robert-Desnos na rohu Rue Boy-Zelenski
- 11. obvod
  - 143, Rue de la Roquette
  - 197, Boulevard Voltaire
  - 44, Rue Jean-Pierre-Timbaud
  - 94, Rue Jean-Pierre-Timbaud
  - 1, Boulevard Richard-Lenoir
  - 89, Boulevard Richard-Lenoir
  - 4, Boulevard de Belleville
- 12. obvod
  - Cours de Vincennes, naproti Boulevard de Picpus
  - Avenue de Saint-Mandé, na rohu Rue du Rendez-Vous
  - Rue Descos, naproti radnici 12. obvodu
  - Rue de Montempoivre, na rohu Rue de la Véga
  - Place Moussa-et-Odette-Abadi, na rohu 122, Avenue Daumesnil a 187, Rue de Charenton
  - 122, Rue de Charenton, na rohu Boulevard Diderot
- 13. obvod
  - Rue de la Butte-aux-Cailles, na rohu Rue de l'Espérance
  - Rue des frères d'Astier de la Vigerie
  - Place Louis-Armstrong
  - Rue Domremy, na rohu Rue de Richemont
  - 178, Rue Jeanne-d'Arc
- 14. obvod
  - Avenue Reille, na rohu Avenue René-Coty
  - Place Jules-Hénaffe, na rohu Avenue Reille a Rue de la Tombe-Issoire
  - Bassin Montsouris (v uzavřeném prostoru)
  - Place Edgar-Quinet, na rohu Rue de la Gaîté
  - Place Denfert-Rochereau, na rohu Boulevard Raspail
  - Avenue du Maine, naproti radnici 14. obvodu
  - Place de l'Abbé-Jean-Lebeuf, křižovatka Rue du Château a Rue de l'Ouest
  - 39, Rue d'Alésia

- 15. obvod

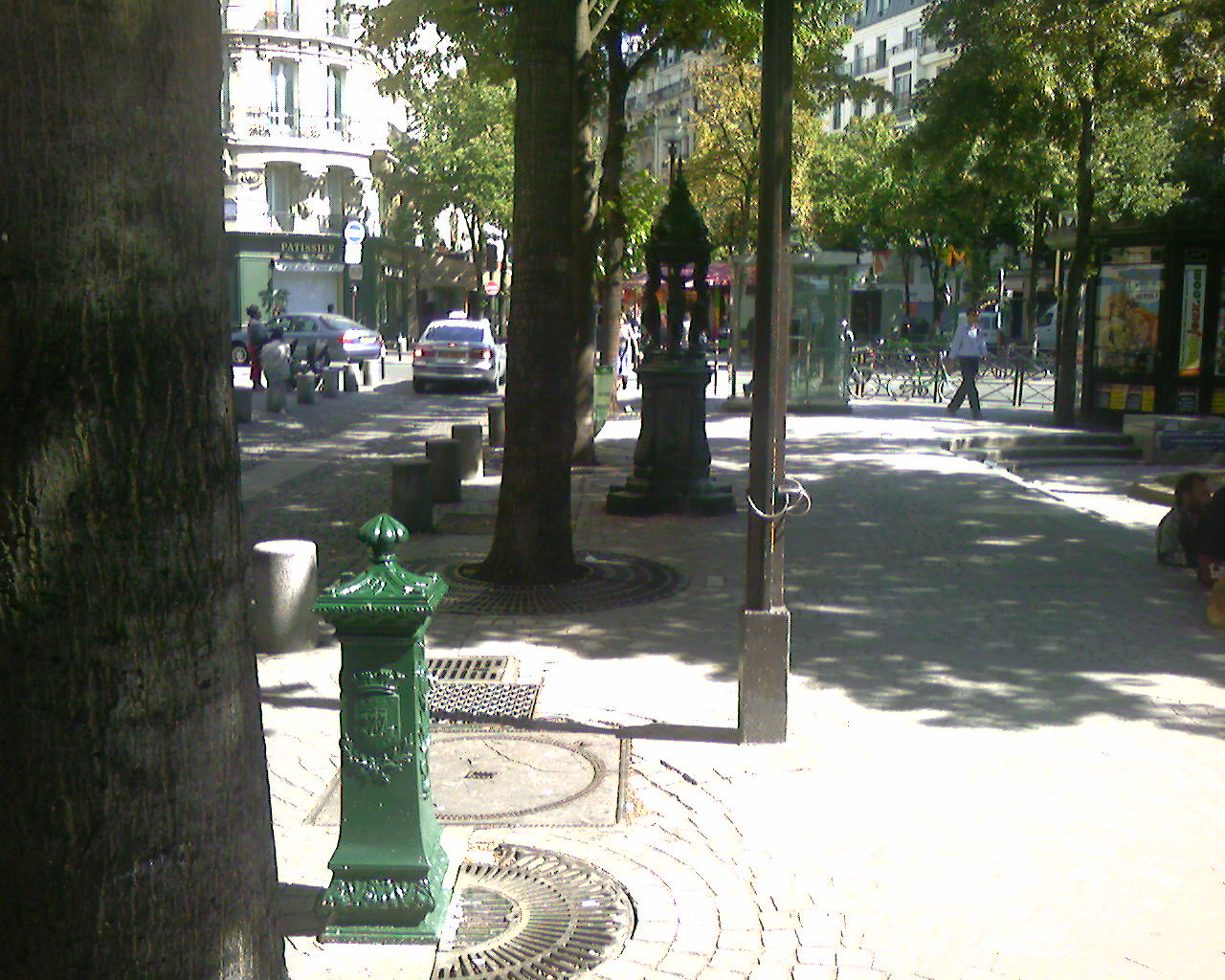
Dva typy fontán vedle sebe na Place Alain-Chartier

  - Place Henri-Rollet, na rohu Rue de Vaugirard a Rue Desnouettes
  - 2, Boulevard Pasteur, na rohu Rue Lecourbe a Rue de Sèvres, pod viaduktem metra
  - Place du Général-Beuret, na rohu Rue Blomet a Rue Cambronne
  - Place Charles-Vallin
  - Place Hubert-Monmarché, před radnicí 15. obvodu
  - Place Alain-Chartier, na rohu Rue de Vaugirard a Rue de la Convention, zde jsou instalovány hned dvě fontány vedle sebe
  - Rue Vaugelas, v zahradě Nemocnice Vaugirard
  - Boulevard Lefebvre, na výstavišti Porte de Varsailles
  - Rue des Frères-Morane
  - Rue des Morillons
- 16. obvod
  - 10, Boulevard Delessert
  - Place Jean-Lorrain
  - Place de Passy
  - Place du Père-Marcellin-Champagnat
  - 194, Avenue de Versailles
- 17. obvod
  - 112, Avenue de Villiers, Place du Maréchal-Juin
  - Place Aimé-Maillard
  - 13, Avenue Niel, na rohu Rue Bayen
  - 12, Boulevard des Batignolles
  - 3, Place Lévis, na rohu Rue Legendre
  - Place Richard-Baret, na rohu Rue Mariotte naproti radnici 17. obvodu
  - 75, Place du Docteur-Félix-Lobligeois, na rohu Place Charles-Fillion
- 18. obvod
  - Place Émile-Goudeau
  - 42, Boulevard de Rochechouart
  - Rue Saint-Éleuthère, na rohu Rue Azaïs
  - Place des Abbesses
  - Rue de la Goutte-d'Or, na rohu Rue de Chartres
  - Place du Château-Rouge, na rohu Rue Custine
- 19. obvod
  - 125, Rue de Meaux
  - 106, Rue de Meaux
  - Rue Manin, na rohu Avenue Simon-Bolivar
  - 3, Rue Lally-Tollendal, na rohu Rue de Meaux
  - Boulevard Sérurier, na rohu Passage des Mauxins
- 20. obvod
  - Place Édith-Piaf
  - 6, Rue Belgrand
  - Place Octave-Chanute
  - 29, Boulevard de Ménilmontant, naproti hřbitovu Père Lachaise
  - Place Maurice-Chevalier
  - Rue Piat, naproti Square de Belleville
  - Rue des Mûriers, na rohu Rue des Partants
  - 66, Rue d'Avron, na rohu Rue Tolain

#### Sloupkový typ
- 16. obvod
  - Rue de Rémusat, na rohu Place de Barcelonne (u Pont Mirabeau)
- 17. obvod
  - Place Tristan-Bernard, Avenue des Ternes, na rohu Rue Pierre-Demours

#### Nástěnný typ
- 5. obvod
  - Rue Geoffroy-Saint-Hilaire, na rohu Rue Cuvier

#### Malý typ
- 3. obvod
  - 9, Place de la République
  - 15, Place de la République
- 4. obvod
  - 2 fontány na Place Louis-Lépine
- 7. obvod
  - Place des Invalides
- 11. obvod
  - 32, Boulevard Richard-Lenoir
  - 74, Boulevard Richard-Lenoir
- 12. obvod
  - Route des Pelouses Marigny, na rohu Route de la Dame Blanche ve Vincenneském lesíku
  - Avenue de Fontenay, na rohu Avenue de la Belle-Gabrielle ve Vincenneském lesíku
- 13. obvod
  - Place Paul-Verlaine
- 15. obvod
  - Place Alain-Chartier
  - Place Saint-Charles
  - 19, Place du Commerce
  - 35, Boulevard Pasteur
  - Square Castagnary
  - Square Pablo-Casals
  - Place Cambronne
- 16. obvod
  - Square Lamartine
- 19. obvod
  - Avenue Jacques de Linières v Parc des Buttes-Chaumont (2 fontány)
  - 53, Quai de la Seine, na rohu Passage de Flandre

#### Zaniklé fontány
Některé kašny byly časem odstraněny, jiné byly vyměněny za jiné druhy fontán.
- 5. obvod
  - Place Maubert (výměna s jiným typem kašny)
- 8. obvod
  - Avenue des Champs-Élysées, v úrovni sousoší Chevaux de Marly (jižní strana)
- 10. obvod
  - 108, Quai de Jemmapes
- 11. obvod
  - 22, Boulevard Richard-Lenoir (fontána "malý model")
  - 42, Boulevard Richard-Lenoir (fontána "malý model")
  - 74, Boulevard Richard-Lenoir (fontána "malý model")
  - 98, Boulevard Richard-Lenoir (fontána "malý model")
  - 109, Boulevard Richard-Lenoir (fontána "malý model")
  - 12. obvod
  - 24, Avenue Ledru-Rollin, na rohu Rue de Bercy
- 13. obvod
  - 2, Avenue d'Italie
  - 82, Avenue d'Italie
- 17. obvod
  - 1, Avenue de Wagram
  - 5, Place de Lévis
- 18. obvod
  - 20, Rue Norvins (výměna s jiným typem kašny)
- 19. obvod
  - 214, Boulevard de la Villette (tato fontána byla první v Paříži a v roce 1999 byla odstraněna bez náhrady)

### VÎle-de-France
- Argenteuil
  - Rue Paul-Vaillant-Couturier
- Bois-Colombes
  - Quartier de Bruyères
- Bondy
  - Place de la Gare
- Charenton-le-Pont
  - Place Henri-IV
- Le Kremlin-Bicêtre
- La Défense
  - Esplanade de La Défense
- La Garenne-Colombes
  - Parc Victor-Roy
- La Varenne-Saint-Hilaire
  - Place du Marché de Champignol
- Levallois-Perret
  - Rue Barbès na nádvoří nemocnice
- Nogent-sur-Marne
  - Square du Vieux-Paris
- Noisy-le-Grand
  - Rue Pierre-Brossolette
- Poissy
  - u východu ze stanice RER
- Puteaux
  - Rue Richard Wallace, na rohu Rue Eugène Eichenberger
- Roissy-en-France
  - na Letišti Charlese de Gaulla, terminál 2C
- Rueil-Malmaison
  - Avenue de la République, na rohu Rue Geneviève Couturier
- Saint-Germain-en-Laye
  - Rue d'Alger
- Saint-Ouen
  - Passage Lacour (v parku)
- Soisy-sous-Montmorency
  - Place Sestre
- Sucy-en-Brie
  - Rue du Temple
- Versailles
  - Place Charost

### Zbývající Francie
- Angers
  - Place de la Laiterie
  - Esplanade Saint-Maurice
- Besançon
  - Promenade Granvelle
- Bordeaux
  - Place de Stalingrad
  - Place Porto-Riche
  - Place Jacques-Lemoîne
  - Place Mitchell
  - Cours Xavier-Arnozan
- Bourges
  - Rue Mirebeau
  - Place Malhus
  - Place des Marroniers
- Chantilly
  - Place Versepuy
- Clermont-Ferrand
  - mezi Rue du 11 Novembre a Place de Jaude
- Coursan
  - dvě fontány
- Créon
  - v kulturním centru
- Dreux
  - Place Métézeau
- Dunkerque
  - naproti Justičnímu paláci
- La Roche-sur-Yon
  - na městské tržnici
- La Seyne-sur-Mer
  - Place Jean Lurçat
- Le Mans
  - v anglické zahradě botanické zahrady
- Lille
  - Place de Béthune
- Marseille
  - před Palais Longchamp
  - Rue des Trois-Rois, na rohu Rue des Trois-Mages
- Montpellier
  - Place Saint-Denis naproti kostelu
  - Rue Jules-Ferry, na rohu Rue de Verdun
- Moulins
- Nancy
  - Rue des Dames
- Nantes
  - Cours Cambronne
  - dvě fontány v botanické zahradě
  - Parc de la Gaudinière
  - Place de la Bourse
- Nogent-le-Rotrou
  - Place Saint-Pol
- Orléans
  - Rue de Bourgogne
- Pau
  - Boulevard de la Paix, na rohu Avenue de Buros
- Périgueux
  - Place Louis Magne
- Remeš
  - Square Ponsardin
- Saint-Denis na ostrově Réunion
  - Jardin de l'État
- Toulon
  - Place Louis Blanc
- Toulouse
  - Place Saint-Georges
  - Jardin du Grand Rond a v botanické zahradě
  - Place Henry Russell
  - Place R. Ferrières
  - Place du Ravelin
  - Place Laganne
  - Boulevard Deltour, na rohu Avenue Balansa
- Uzès
  - Place Bellecroix

### Mimo Francii
Wallaceovy fontány se nalézají i v Jihoafrické republice, Německu, Brazílii, Kanadě (Montreal, Québec, Granby), Španělsku (Barcelona, San Sebastián, Ferrol), Portugalsku (Lisabon), USA (New Orleans), Velké Británii (Lisburn, Londýn, v zahradě Wallace Collection), Jordánsku (Ammán), Mosambiku (Maputo), Švýcarsku, Číně (na ostrově Macao) a Izraeli (2 v Jeruzalémě).

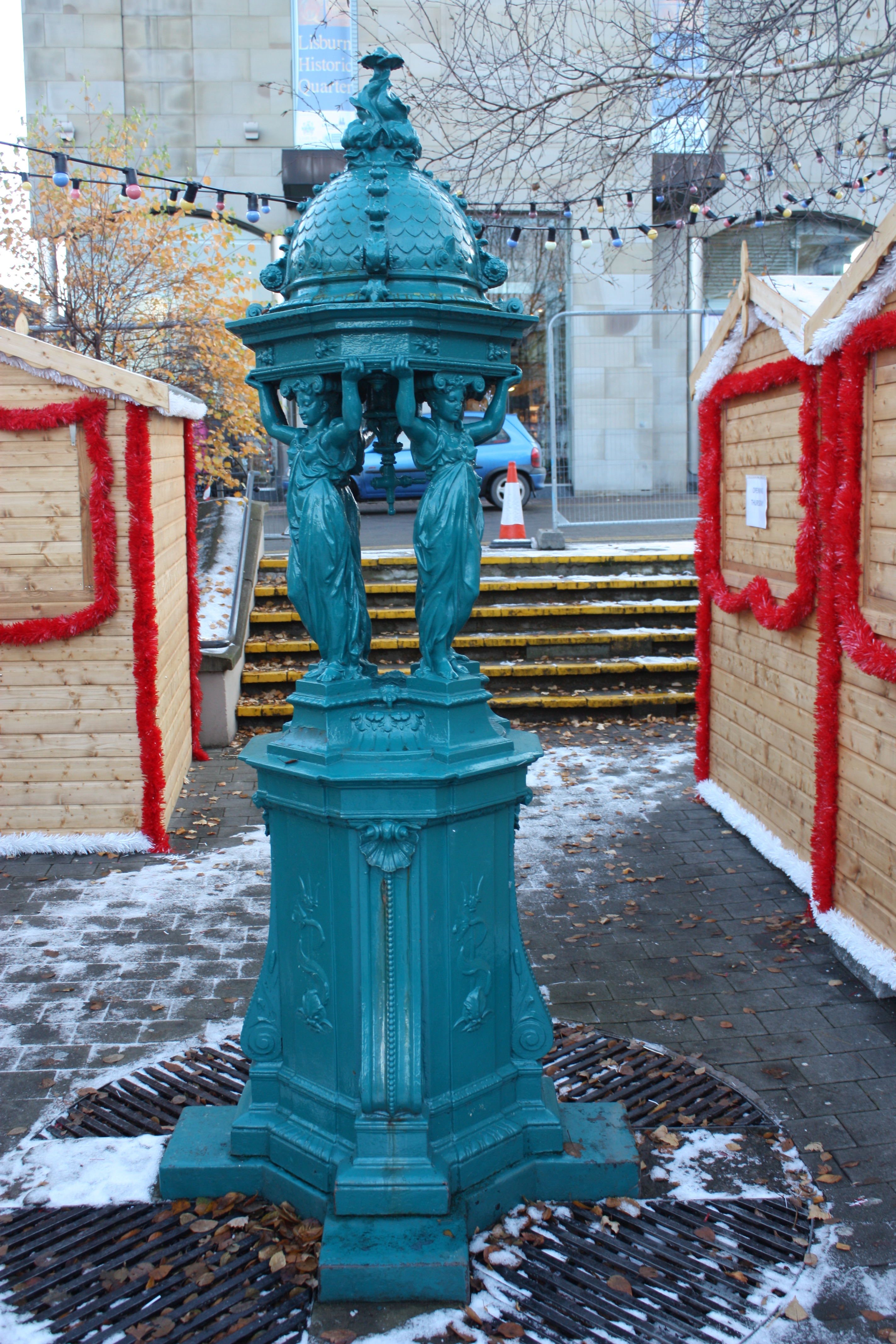
Lisburn
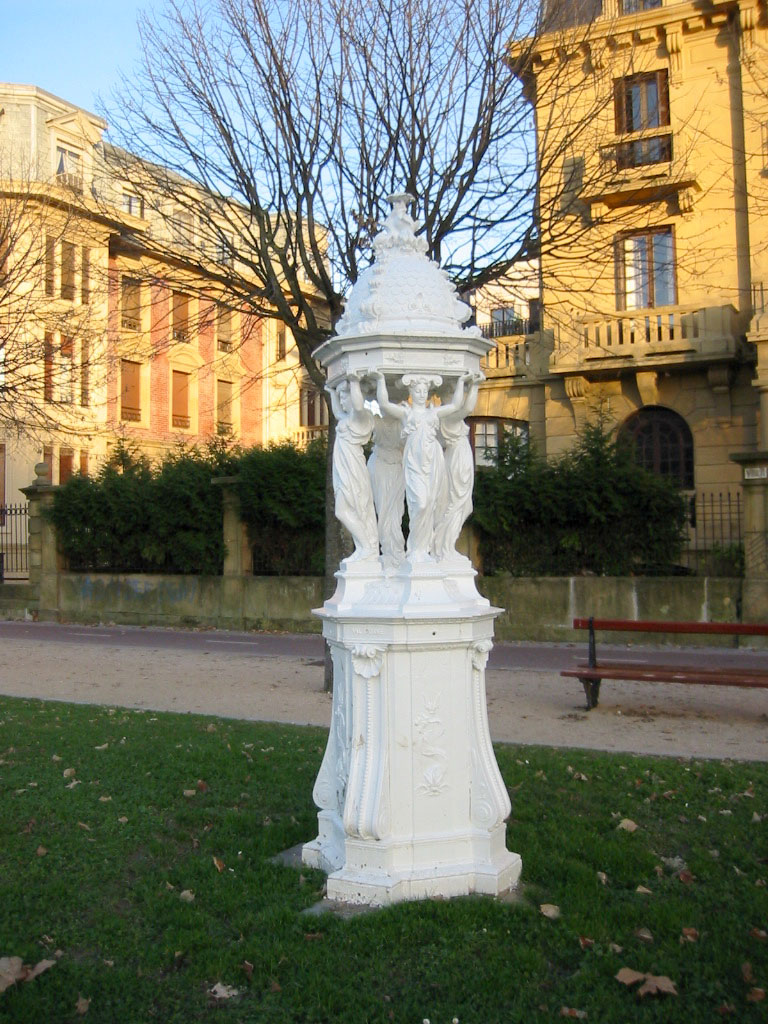
San Sebastián
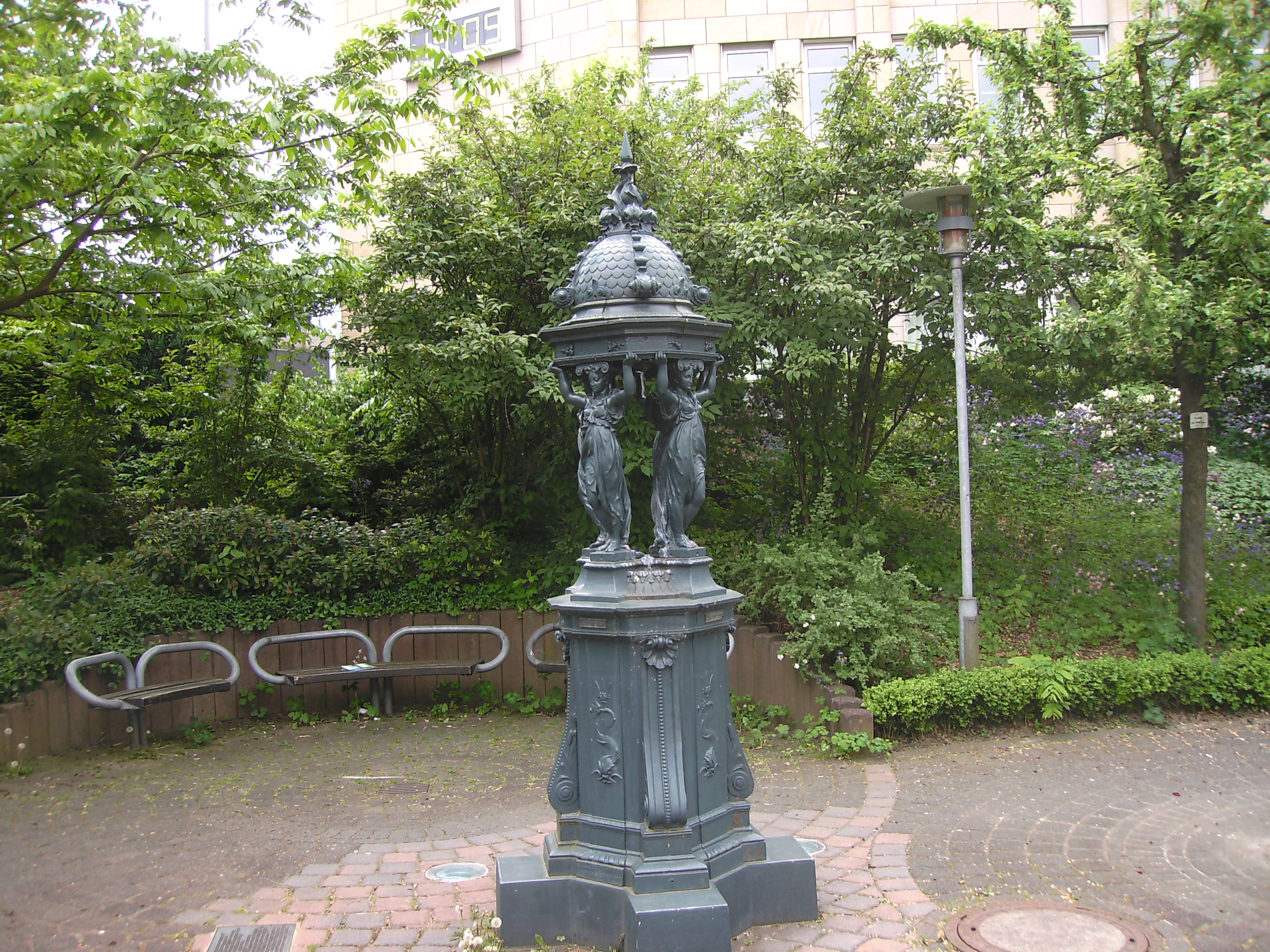
Burscheid
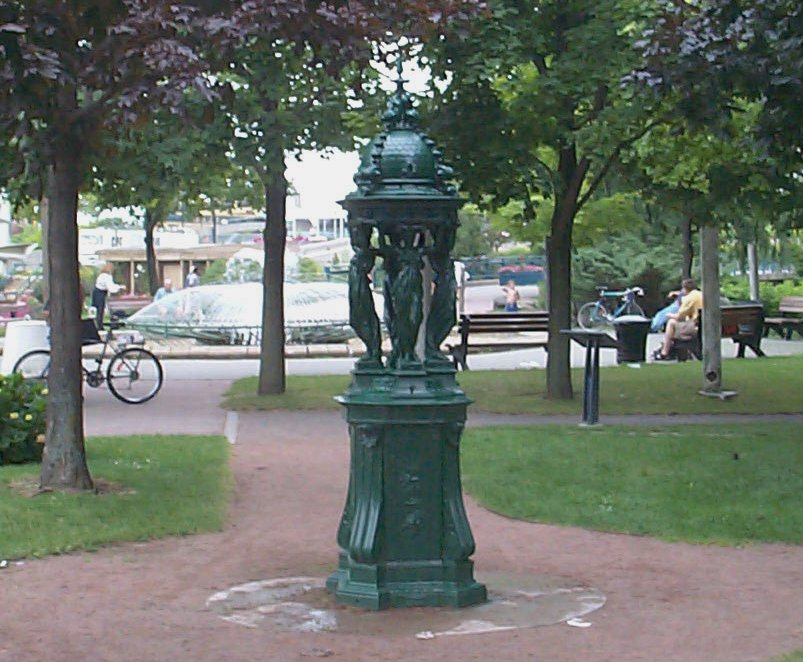
Montreal
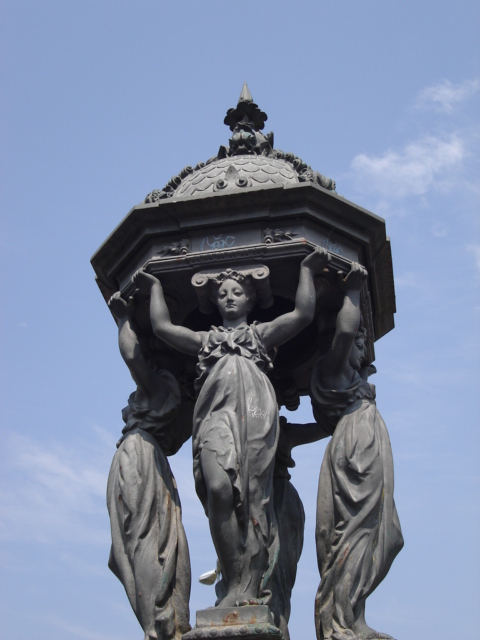
Rio de Janeiro
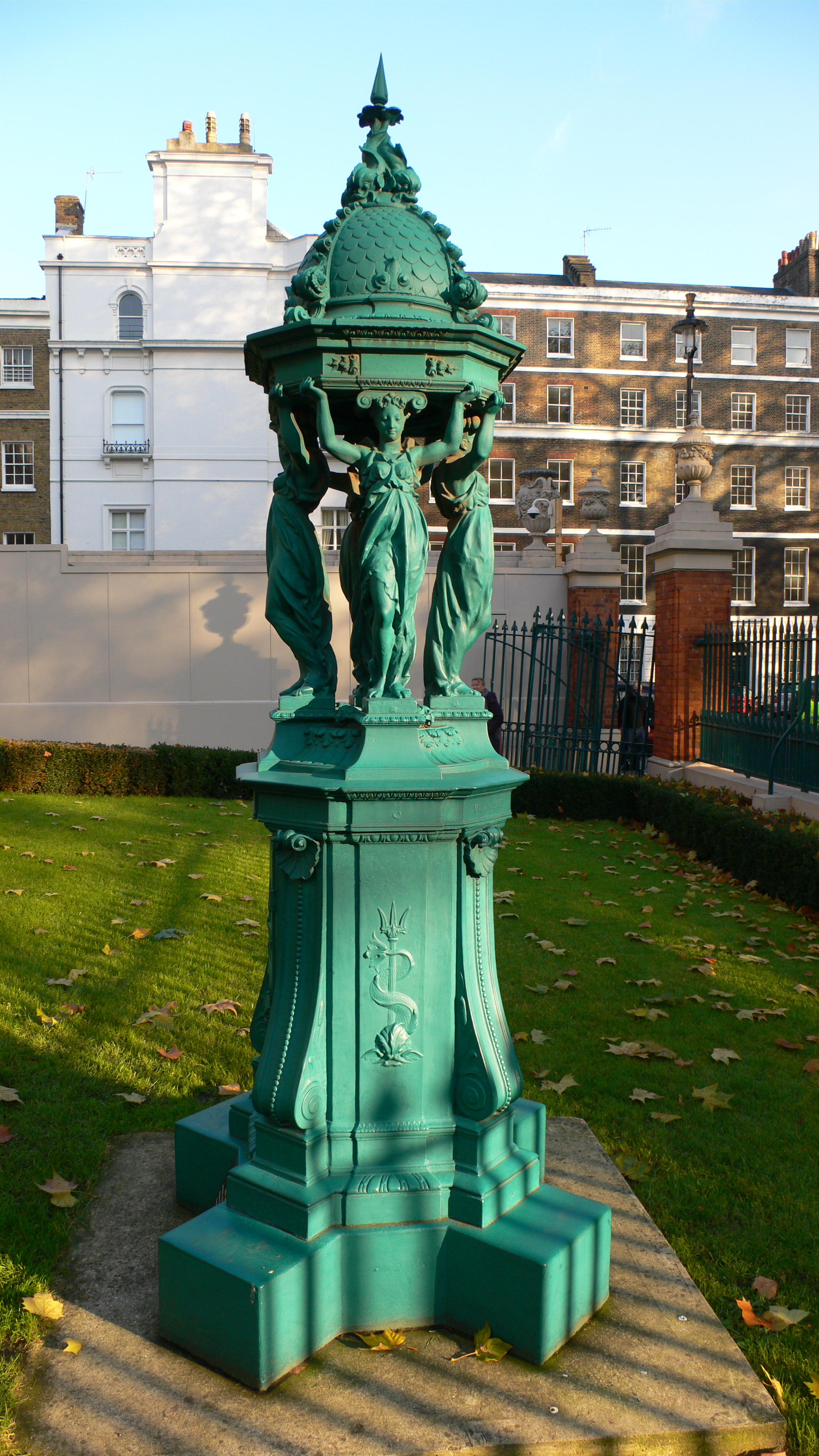
Londýn